# Linzer Verbindungsbahn
| Streckennummer: | 271 01                                                |                                                    |                                                    |
| Streckenlänge: | 9,402 km                                              |                                                    |                                                    |
| Spurweite: | 1435 mm (Normalspur)                                  |                                                    |                                                    |
| Streckenklasse: | D4 (Linz Stadthafen – Linz Urfahr = B1)               |                                                    |                                                    |
| Stromsystem: | Linz Vbf West – Linz Vbf Stadthafen: 15 kV, 16,7 Hz ~ |                                                    |                                                    |
| Maximale Neigung: | 23 ‰                                                  |                                                    |                                                    |
| Minimaler Radius: | 205 m                                                 |                                                    |                                                    |
| Streckengeschwindigkeit: | 40 km/h                                               |                                                    |                                                    |
| |                                                       |                                                    |                                                    |
| \| \| \| \| \| \| \| 0,000 \| Linz Vbf West[Anm. 1] \| Linz Vbf West[Anm. 1] \| \| \| 0,084 \| Linz Vbf Gleisdreieck \| Linz Vbf Gleisdreieck \| \| \| \| Summerauerbahn \| \| \| \| 0,211 \| AB Höhnel KG \| AB Höhnel KG \| \| \| 2,100 \| Linz Vbf Stadthafen \| Linz Vbf Stadthafen \| \| \| 2,255 \| AB Tanklager \| AB Tanklager \| \| \| 2,540 \| AB Hainzl \| AB Hainzl \| \| \| 2,636 \| AB Firma Kühne \| AB Firma Kühne \| \| \| 3,057 \| AB Holzwerke/Schiffswerft/Winterhafen/Zollfreizone \| AB Holzwerke/Schiffswerft/Winterhafen/Zollfreizone \| \| \| 3,265 \| Streckenende \| Streckenende \| \| \| 3,468 \| AB Bauhof der Stadt Linz \| AB Bauhof der Stadt Linz \| \| \| 3,602 \| AB Wirtschaftshof \| AB Wirtschaftshof \| \| \| \| Linzer Eisenbahnbrücke über die Donau \| \| \| \| 5,485 \| Straßenbahn Linz \| Straßenbahn Linz \| \| \| 5,858 \| AB Lagerhaus \| AB Lagerhaus \| \| \| 6,039 \| AB Kirchmayr & Sohn \| AB Kirchmayr & Sohn \| \| \| 6,492 \| EK Hauptstraße \| EK Hauptstraße \| \| \| 6,583 \| EK Stadlbauerstraße \| EK Stadlbauerstraße \| \| \| 6,690 \| Linz Urfahr \| 264 m ü. A. \| \| \| \| Mühlkreisbahn nach Aigen-Schlägl \| \| |                                                       |                                                    |                                                    |
| Strecke |                                                       |                                                    |                                                    |
| Bahnhof | 0,000                                                 | Linz Vbf West                                      | Linz Vbf West                                      |
| Bahnhof | 0,084                                                 | Linz Vbf Gleisdreieck                              | Linz Vbf Gleisdreieck                              |
| Kreuzung geradeaus unten |                                                       | Summerauerbahn                                     | Summerauerbahn                                     |
| Abzweig geradeaus und nach rechts | 0,211                                                 | AB Höhnel KG                                       | AB Höhnel KG                                       |
| Bahnhof | 2,100                                                 | Linz Vbf Stadthafen                                | Linz Vbf Stadthafen                                |
| Abzweig geradeaus und nach rechts | 2,255                                                 | AB Tanklager                                       | AB Tanklager                                       |
| Abzweig geradeaus und nach rechts | 2,540                                                 | AB Hainzl                                          | AB Hainzl                                          |
| Abzweig geradeaus und nach rechts | 2,636                                                 | AB Firma Kühne                                     | AB Firma Kühne                                     |
| Abzweig geradeaus und nach rechts | 3,057                                                 | AB Holzwerke/Schiffswerft/Winterhafen/Zollfreizone | AB Holzwerke/Schiffswerft/Winterhafen/Zollfreizone |
| | 3,265                                                 | Streckenende                                       | Streckenende                                       |
| Abzweig geradeaus und nach links (Strecke außer Betrieb) | 3,468                                                 | AB Bauhof der Stadt Linz                           | AB Bauhof der Stadt Linz                           |
| Abzweig geradeaus und nach links (Strecke außer Betrieb) | 3,602                                                 | AB Wirtschaftshof                                  | AB Wirtschaftshof                                  |
| Brücke über Wasserlauf (Strecke außer Betrieb) |                                                       | Linzer Eisenbahnbrücke über die Donau              | Linzer Eisenbahnbrücke über die Donau              |
| Kreuzung mit U-Bahn (Strecke geradeaus außer Betrieb) | 5,485                                                 | Straßenbahn Linz                                   | Straßenbahn Linz                                   |
| Abzweig geradeaus und nach rechts (Strecke außer Betrieb) | 5,858                                                 | AB Lagerhaus                                       | AB Lagerhaus                                       |
| Abzweig geradeaus und nach rechts (Strecke außer Betrieb) | 6,039                                                 | AB Kirchmayr & Sohn                                | AB Kirchmayr & Sohn                                |
| Bahnübergang (Strecke außer Betrieb) | 6,492                                                 | EK Hauptstraße                                     | EK Hauptstraße                                     |
| Bahnübergang (Strecke außer Betrieb) | 6,583                                                 | EK Stadlbauerstraße                                | EK Stadlbauerstraße                                |
| Kopfbahnhof Strecke bis hier außer Betrieb | 6,690                                                 | Linz Urfahr                                        | 264 m ü. A.                                        |
| Strecke |                                                       | Mühlkreisbahn nach Aigen-Schlägl                   | Mühlkreisbahn nach Aigen-Schlägl                   |

Als Linzer Verbindungsbahn wird ÖBB-Strecke 271 01 verstanden, die heute von Linz Vbf West bis Vbf Linz Stadthafen verläuft. Bis zum Jahr 2015 verlief sie bis zum Bahnhof Linz Urfahr (Mühlkreisbahnhof) und stellte somit eine Verbindung der Mühlkreisbahn mit dem übrigen Eisenbahnnetz in Österreich, insbesondere der Westbahn her. Historisch geht die Linzer Verbindungsbahn auf die Schleppbahn vom heutigen Hauptbahnhof zum Umschlagplatz an der Donau zurück, die 1900 bis zum Mühlkreisbahnhof verlängert wurde. Der südliche Teil wurde 1965 zur besseren Anbindung des Stadthafens neu trassiert und verläuft seither über das Industriegebiet. Teile der ursprünglichen Strecke wurden weiterhin als Anschlussbahn verwendet und wurden, wie der Abschnitt von der Tabakfabrik bis zur Derfflingerstraße, von einer Bebauung freigehalten und daher noch zu erkennen.
Die Verbindungsbahn wurde ausschließlich im Güterverkehr und im Verschub, jedoch nicht im Personenverkehr genutzt. Ursprünglich fuhren täglich ein bis zwei durchgehende Zugpaare auf der Verbindungsbahn. So wurden beispielsweise Züge und Triebwagen der Mühlkreisbahn über die Verbindungsbahn in das Werk Linz der ÖBB-Technische Services GmbH gebracht.

## Geschichte

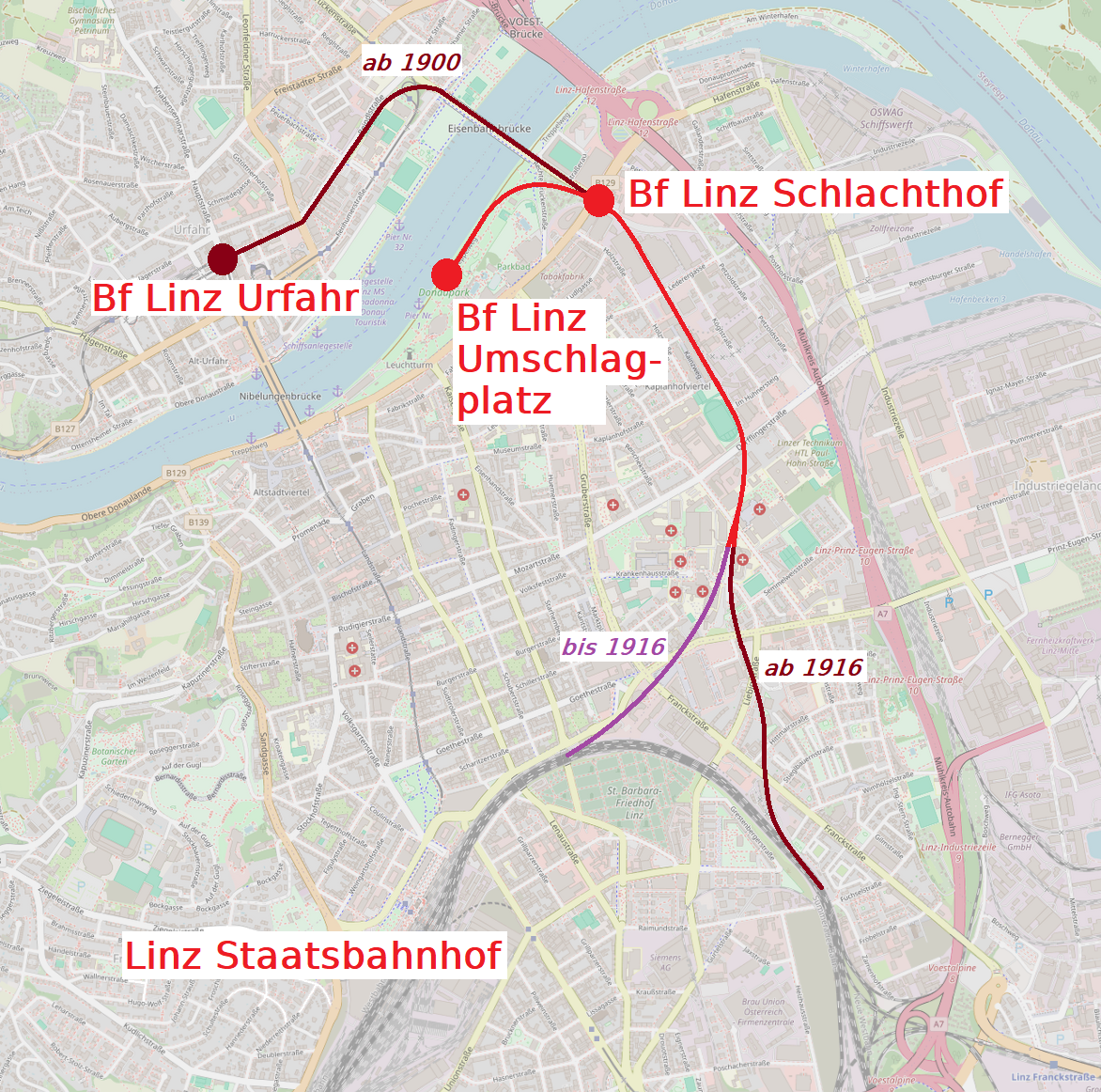
Ungefährer Verlauf der Verbindungsbahn vor 1965

### Strecke vom heutigen Hauptbahnhof zum Umschlagplatz an der Donau
Die Ursprünge der Verbindungsbahn liegen im Bestreben, die Eisenbahn mit der Schifffahrt auf der Donau zu verbinden. Bereits von der 1832 fertiggestellte nördliche Abschnitt der Pferdeeisenbahn Budweis–Linz–Gmunden verliefen Anschlussgleise zu Umschlagplätze an der Donau. Ab 1858 errichtete die Kaiserin Elisabeth-Bahn eine Schienenverbindung vom heutigen Hauptbahnhof an der Westbahn (Strecke Wien–Salzburg) zum Umschlag- und Marktplatz am Südbahnhof der Pferdeeisenbahn.
Aufgrund der Errichtung der Kaiserin Elisabeth-Bahn wurde die Pferdeeisenbahn im Jahr 1872 eingestellt. Aufgrund der Konzessionsbedingungen musste die Kaiserin Elisabeth-Bahn neben der ursprünglich angestrebten Westbahn auch eine Anbindung von Gmunden an die Westbahn und eine Verbindung von Linz nach Budweis errichten. Letzteres geschah über die über die Steyregger Brücke verlaufende Strecke Linz–Gaisbach-Wartberg und weiter über die Strecke (St. Valentin–)Gaisbach-Wartberg–Budweis. Die Strecke führte also, im Gegensatz zur Pferdeeisenbahn nicht mehr durch das Linzer Stadtzentrum.
Zur Anbindung der Schiffsanlegestellen an der Donau wurde von der k.k. Staatsbahn eine Schleppbahn vom heutigen Linzer Hauptbahnhof bis zur Donau errichtet. Endpunkt war der Bahnhof Linz Umschlagplatz (hinter dem 1930 eröffneten Parkbad). Der Umschlagplatz und der zugehörige Bahnhof wurden auf einem früheren Nebenarm der Donau errichtet, der ab 1890 teilweise zugeschüttet wurde. Aus dem nicht zugeschütteten Teil des Seitenarms wurde der Winterhafen Linz.
Die rund 3,7 Kilometer lange Schleppbahn zweigte etwa bei Kilometer 187,2 von der Westbahn ab, verlief über das Gelände des heutigen ORF-Landesstudios und dem Design-Center vorbei, über das Areal des heutigen Kepler Universitätsklinikums und dann in gerader Linie, an der Tabakfabrik vorbei, zur Donau. Dabei kreuzte sie die Garnisonstraße und die Derfflingerstraße. An diese Schleppbahn wurden einige Anschlussgleise errichtet, so etwa zum Städtischen Schlachthof, wo am Anfang des 20. Jahrhunderts ein Bahnhof errichtet wurde.

### Verlängerung bis zur Mühlkreisbahn
Die Mühlkreisbahn (Linz–Aigen-Schlägl) wurde 1885 konzessioniert und von 1885 bis 1888 gebaut. In Linz nimmt sie von dem nördlich der Donau gelegenen Bahnhof Linz Urfahr (Mühlkreisbahnhof) ihren Ausgang. Damit war sie ein vom übrigen Eisenbahnnetz getrennter Inselbetrieb. Ab 1901 übertrug die Mühlkreisbahn-Gesellschaft die Betriebsführung auf die k.k. Staatsbahnen.
Die Verlängerung der Verbindungsbahn bis zum Mühlkreisbahnhof wurde maßgeblich von der Stadt Linz betrieben, die sich in den 1890er Jahren für den Bau einer zweiten Donaubrücke im Linzer Stadtgebiet starkgemacht hatte, die gleichermaßen dem Straßen- und dem Schienenverkehr dienen sollte. 1896 wurde die Trasse für die neue Strecke festgelegt. Bereits im Folgejahr wurde mit den Bauarbeiten begonnen, die neue Eisenbahnbrücke und die neue Strecke wurden am 14. November 1900 eröffnet.
Die neue Strecke zweigte bei Kilometer 3,2 von der Schleppbahn ab und verlief dann über die neu errichtete Eisenbahnbrücke nach Urfahr. Unmittelbar nach der Brücke verlief die Strecke in einem engen Linksbogen zur Reindlstraße. Entlang dieser Straße verlief die Verbindungsbahn bis zum Mühlkreisbahnhof.

### Anbindung an den Aufstell- und Reihungsbahnhof Linz
Zu Beginn des 20. Jahrhunderts erhöhte sich das Transportaufkommen an der Westbahn, sodass der Linzer Staatsbahnhof, der heutige Hauptbahnhof, an seine Grenzen stieß. Dies betraf insbesondere die für den Güterverkehr erforderlichen Nebengleise. Daher wurde in den Jahren 1912 bis 1916 ein neuer Reihungs- und Aufstellbahnhof südöstlich des Staatsbahnhofs errichtet, der heute als Verschiebebahnhof Linz West bekannt ist und im Linzer Industriegebiet in der Nähe des VOEST-Geländes liegt. Die Verbindungsbahn, die im Personenverkehr nicht bedient wurde, wurde an den neuen Bahnhof angeschlossen. Die neue Verbindungsbahn folgte vom Reihungs- und Aufstellbahnhof den Streckengleisen der Westbahn ungefähr bis zum Streckenkilometer 178,6 der Westbahn, wo sie nach Norden abzweigte. In der Nähe des heutigen Universitätsklinikums traft die neu errichtete Strecke auf den Bestand. Die neue Strecke wurde im Jahr 1916 eröffnet, noch im gleichen Jahr wurde die Bestandstrecke abgetragen.

### Neue Streckenführung und Abtragung der alten Strecke

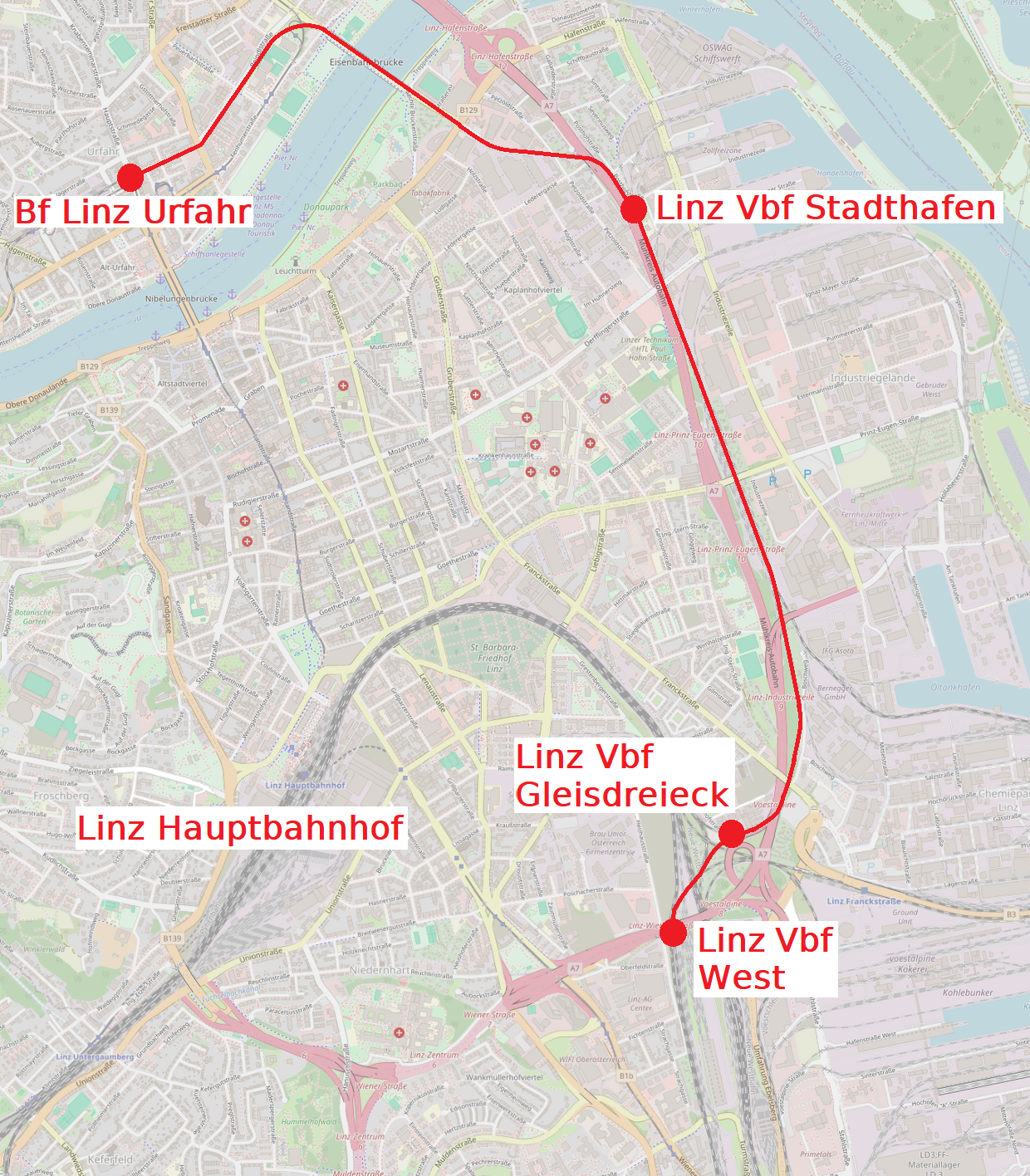
Verlauf der Verbindungsbahn ab 1965

Nach dem „Anschluss“ wurde im Osten der Stadt Linz (St. Peter und Lustenau) ein Industriegebiet errichtet. Zu den wichtigsten Industriezweigen gehörten die Schwerindustrie mit den Hermann-Göring-Werken (die spätere VOEST) und die chemische Industrie mit den Linzer Stickstoffwerken, die spätere Chemie Linz. Zur Versorgung dieser Unternehmen wurden auch Hafenbecken angelegt, aus denen sich nach der städtische Linzer Hafen entwickelte. Der Hafen wurde von der Verbindungsbahn aus über Anschlussgleise bedient, die in der Nähe des Bahnhofes Schlachthof abzweigten und zuvor bereits der Erschließung der Chemie Linz dienten. Aufgrund des angestiegenen Güterverkehrsaufkommens wurde ab den 1950er und 1960er Jahren eine zentrumsfernere Streckenführung durch das Industriegebiet angestrebt. Im Gegensatz zum Hafen wurde die VOEST nicht über die Verbindungsbahn, sondern direkt von den Vbf Linz West und Ost erschlossen.
Daher wurde ab 1954 eine neue Strecke zur Erschließung des Stadthafens errichtet, die ebenfalls vom Vbf Linz West ausging, wobei teilweise auch frühere Anschlussgleise als Streckengleise verwendet wurden. 1961 wurde der Streckenabschnitt vom Vbf Linz West über den Vbf Linz Gleisdreieck bis zum neuen Vbf Linz Stadthafen eröffnet. Im gleichen Jahr wurde der Bahnhof Umschlagsplatz geschlossen. Dieser wurde beim Donauhochwasser 1954 beschädigt. Bis zum Jahr 1957 wurden die dort bestehenden Lagerhäuser und Teile der Gleisanlagen abgetragen, um Platz für den Hochwasserdamm zu schaffen. Wie erwähnt wurde der Bahnhof im Jahr 1961 geschlossen und in Folge abgetragen.
Im Jahr 1965 wurde schließlich eine Verbindung vom Vbf Linz Stadthafen zur Eisenbahnbrücke hergestellt. Damit hatte die Verbindungsbahn einen völlig neuen Verlauf. Die Kilometrierung folgt dieser neuen Streckenführung. Teile der alten Strecken blieben über Jahre als Anschlussgleise bestehen und sind, da sie von Bebauung freigehalten wurden, noch erkennbar. Die südlich der Derfflingerstraße gelegenen Teile jedoch wurden abgetragen und mittlerweile überbaut.

### Verkauf und Abriss der Eisenbahnbrücke
Die zugleich dem Straßenverkehr dienende Eisenbahnbrücke gehörte, wie die gesamte Verbindungsbahn, der ÖBB. Die Mitnutzung durch den Straßenverkehr als Gemeindestraße wurde in einer Vereinbarung mit der Stadt Linz geregelt. Tatsächlich diente die Brücke hauptsächlich dem Straßenverkehr. Die Salzstreuung im Winter setzte der Stahlkonstruktion stark zu, bereits ab den 1980er Jahren zeichnete sich die Notwendigkeit einer Sanierung ab. Diese scheiterte, da die Stadt die Leistung entsprechender finanzieller Beiträge verweigerte und die ÖBB sich nicht als zuständig ansahen, die Kosten für die Beseitigung der durch den Straßenverkehr ausgelösten Schäden alleine aufzubringen. Ein Gutachten aus dem Jahr 2012 attestierte starke Schäden, die nicht mehr sanierbar wären. Die ÖBB erreichten die Aufhebung des Denkmalschutzes und erklärten, ab dem Jahr 2014 auch keine weiteren Erhaltungsmaßnahmen mehr zu setzen. Wie von der ÖBB vorgeschlagen, kaufte im Jahr 2014 die der Stadt Linz gehörende Linz AG für einen Preis von 2,7 Millionen Euro die Eisenbahnbrücke und den Abschnitt der Verbindungsbahn vom heutigen Streckenende nächst der Unterführung unter der Mühlkreis Autobahn bis zum Mühlkreisbahnhof. Am 27. September 2015 entschied die Linzer Bevölkerung in einer Volksbefragung, dass die Eisenbahnbrücke abgetragen und durch einen Neubau ersetzt werden soll. Am 1. Dezember 2015 wurde der Streckenteil eingestellt und 2016 wurde er abgebaut. Damit wurde die Mühlkreisbahn wieder zu einem echten, vom übrigen Regelspureisenbahnnetz vollständig isolierten Inselbetrieb.
Die am gleichen Standort neu errichtete und 2021 eröffnete Brücke trägt ebenfalls den Namen Eisenbahnbrücke, verfügt jedoch über keine Gleisanlagen. Die geplante Regionalstadtbahn Linz soll über sie verlaufen. Der für sie vorgesehene Teil der Brücke wird noch als Busspur verwendet.

### Ausbau und Elektrifizierung
In den Jahren 2019 bis 2021 wurde der gesamte verbleibende Teil der Verbindungsbahn einschließlich des gesamten Vbf Stadthafen elektrifiziert. Außerdem wurde beim Vbf Gleisdreieck ein zusätzliches Gleis verlegt, über das nun Züge vom Hauptbahnhof direkt zum Vbf Stadthafen fahren können, ohne die Fahrtrichtung ändern zu müssen. Die Arbeiten erfolgten in enger Abstimmung mit der zur Linz AG gehörenden Linz Service GmbH, die den Linzer Hafen betreibt. Bereits im Jahr 2020 wurde für den Bahnhof Stadthafen ein neues ferngesteuertes elektronisches Stellwerk eröffnet, das das alte Schlüsselbrett abgelöst hat.

## Streckenverlauf

### Streckenbeginn
Die ÖBB-Strecke 271 01 beginnt heute beim Verschiebebahnhof Linz West im Linzer Industriegebiet nächst der Umfahrungsstraße Ebelsberg. Von dort verläuft sie über den Verschiebebahnhof Gleisdreieck zum Verschiebebahnhof Linz Stadthafen, wobei die Strecke im Bereich des Knotens Linz VOEST die Mühlkreis Autobahn unterquert und dann parallel zu dieser geführt wird.

### Bahnhof Linz Stadthafen
Die Bahnhofsgleise verlaufen, wie auch die Zulaufstrecke, parallel zur Mühlkreis Autobahn. Heute endet die Strecke im Bahnhof an einem Prellbock auf Höhe der früheren Unterführung unter der Mühlkreis Autobahn. Der Bahnhof Linz Stadthafen dient dem Güterverkehr, insbesondere erfolgt über ihn der Anschluss an die Bahnanlagen des Linzer Hafens, die von der zur Linz AG gehörenden Linz Service GmbH als Anschlussbahn betrieben werden.

### Führung über die Eisenbahnbrücke
Nächst dem heutigen Streckenende unterquerte die Verbindungsbahn die 1972 hier errichtete Mühlkreis Autobahn, querte die Petzoldstraße und die Hafenstraße, um die Eisenbahnbrücke zu erreichen. Die Eisenbahnbrücke, die hauptsächlich für den Straßenverkehr genutzt wurde, wurde für Zugfahrten ähnlich einer Eisenbahnkreuzung durch Lichtzeichen für den Fahrzeugverkehr gesperrt.

### Führung in Urfahr zum Bahnhof Linz Urfahr
Vor der Eisenbahnbrücke kommend, bog die Strecke nach Westen ab, kreuzte die Linzer Straßenbahn und folgte der Reindlstraße. Die Strecke verlief zuerst auf einem eigenen Gleiskörper, nach der Kreuzung mit der Gerstnerstraße für rund 150 Meter im Straßenraum der Reindlstraße, sodass Fahrten in einer straßenbahnähnlichen Weise am Straßenverkehr teilnehmen mussten. Die Fahrten wurden hier durch Betriebsbedienstete begleitet, die mit Signalflaggen den Straßenverkehr regelten. Am Ende der Reindlstraße befand sich die Einfahrt in den Mühlkreisbahnhof (Bahnhof Linz Urfahr).

## Ausblick
Mit der Regionalstadtbahn Linz soll die Mühlkreisbahn im Personenverkehr zum Linzer Hauptbahnhof durchgebunden werden. Der Bau einer City-S-Bahn wurde erstmals 1992 erwogen. Nach den aktuellen Plänen wird der Personenverkehr nicht über die Verbindungsbahn geführt, sondern über eine zentrumsnähere Trasse, die der 1965 bestehenden Streckenführung sehr ähnlich ist. Teilweise blieb die Trasse der abgetragenen Strecke unbebaut, im Bereich des Unfallkrankenhauses und des Kepler Universitätsklinikums muss jedoch die Regionalstadtbahn Linz nun im Tunnel geführt werden. 2024 hat das Land mit der Stadt Linz und dem Bund Verträge über die gemeinsame Tragung der geplanten Kosten von 939 Millionen Euro abgeschlossen, wobei die Strecke bis Mitte 2032 fertiggestellt werden soll.

## Bilder

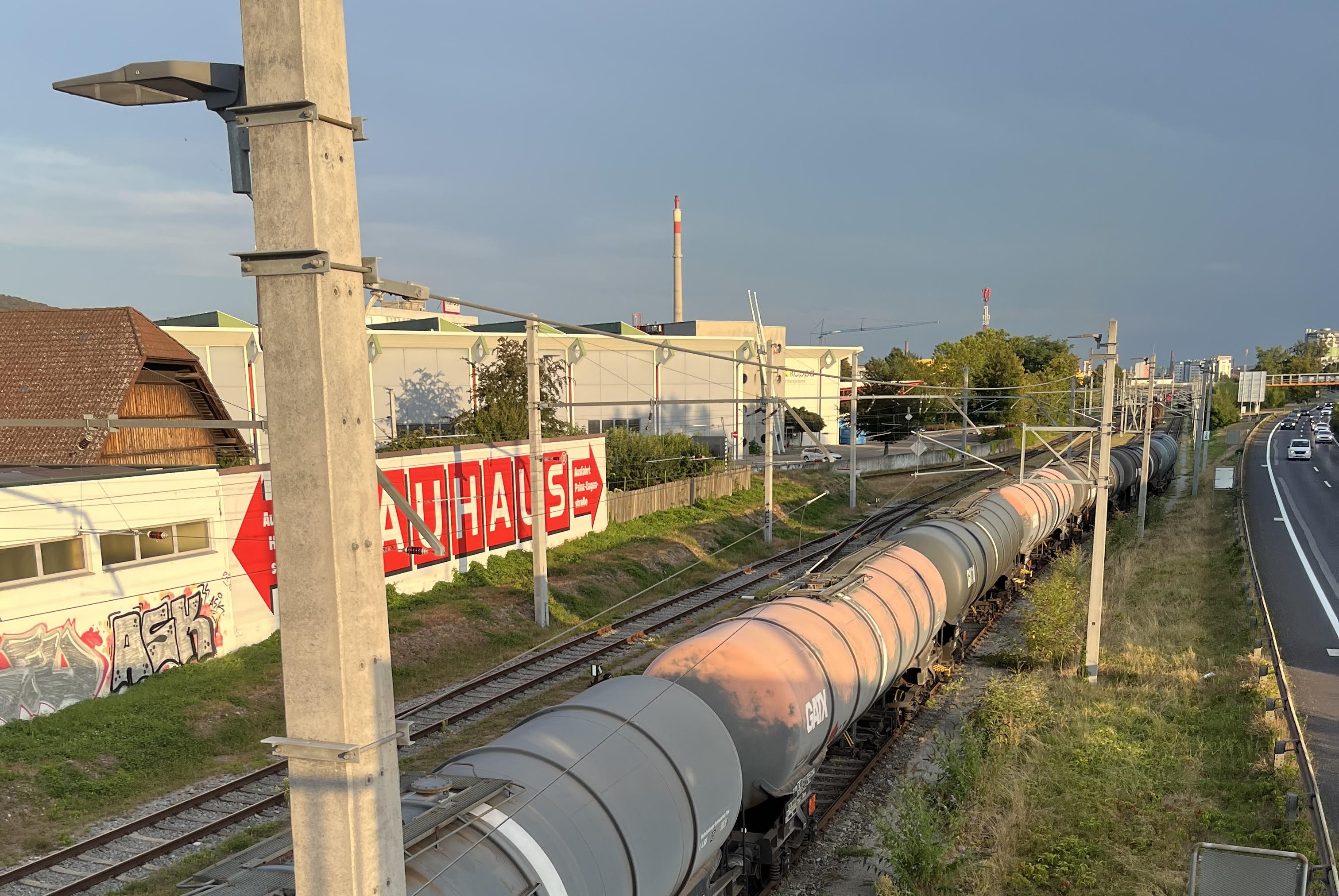
Vbf Stadthafen von Derfflingerstraße aus gesehen
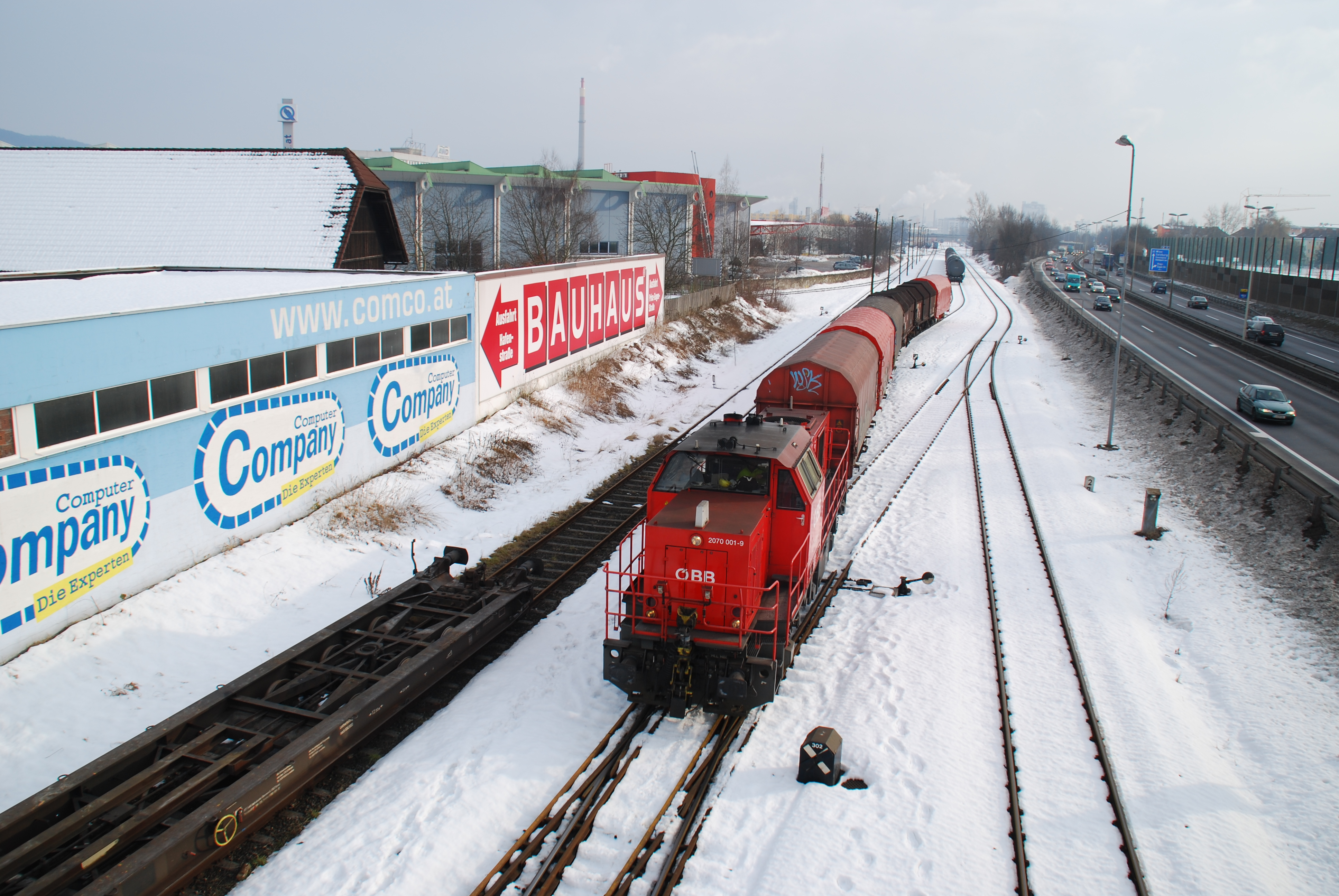
Ansicht vor Elektrifizierung
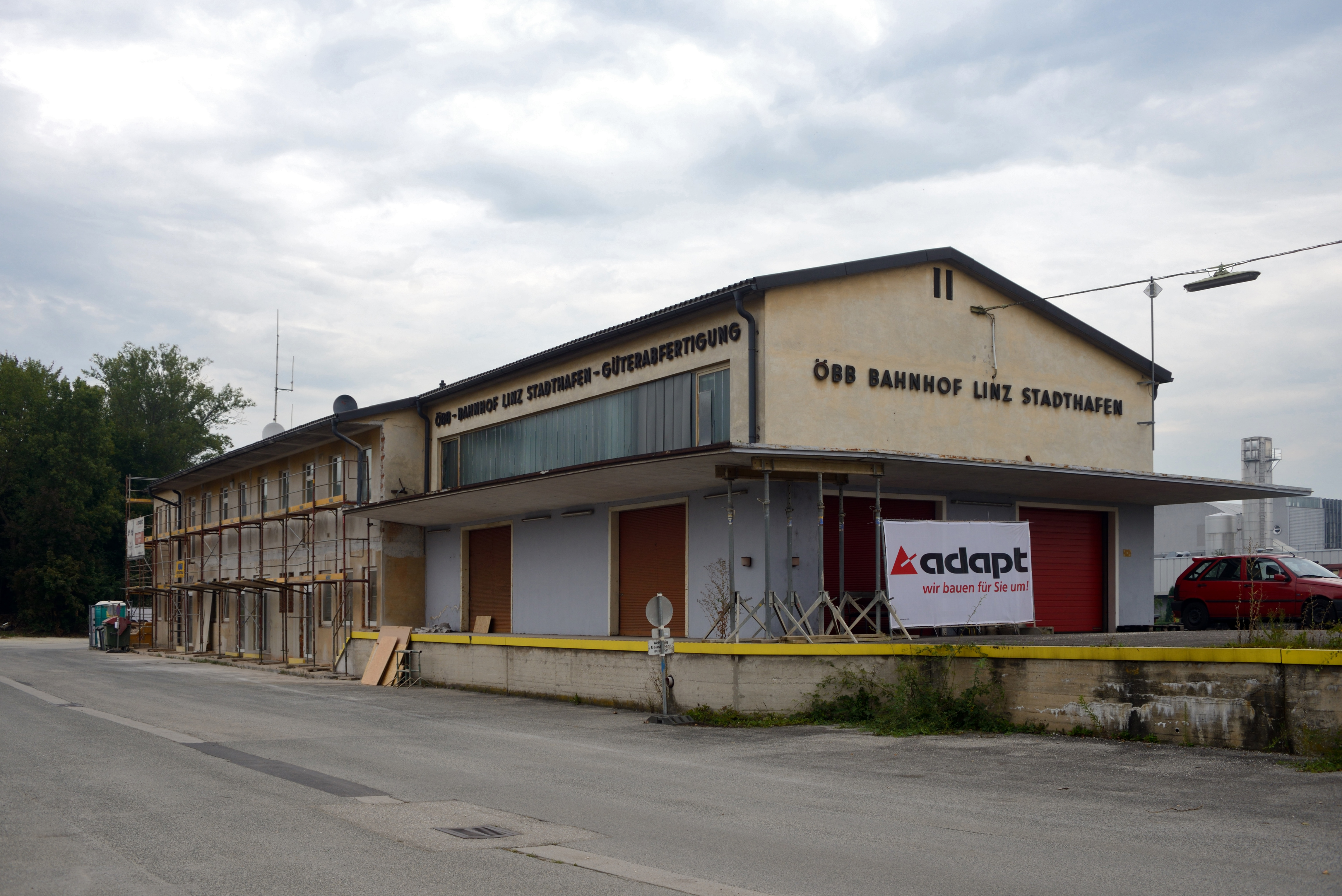
Vbf Stadthafen
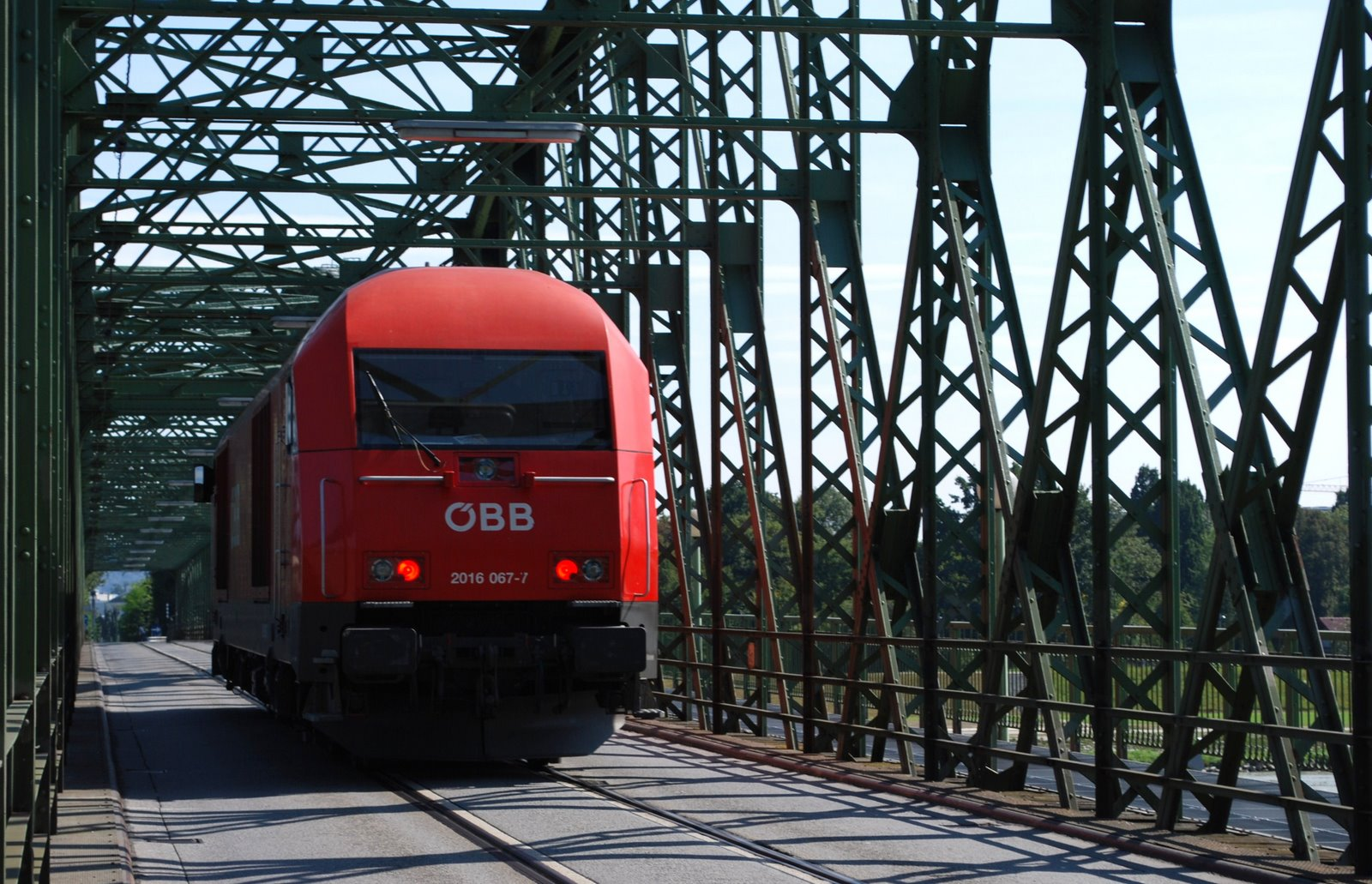
Eine Lokomotive der ÖBB-Reihe 2016 auf der Eisenbahnbrücke
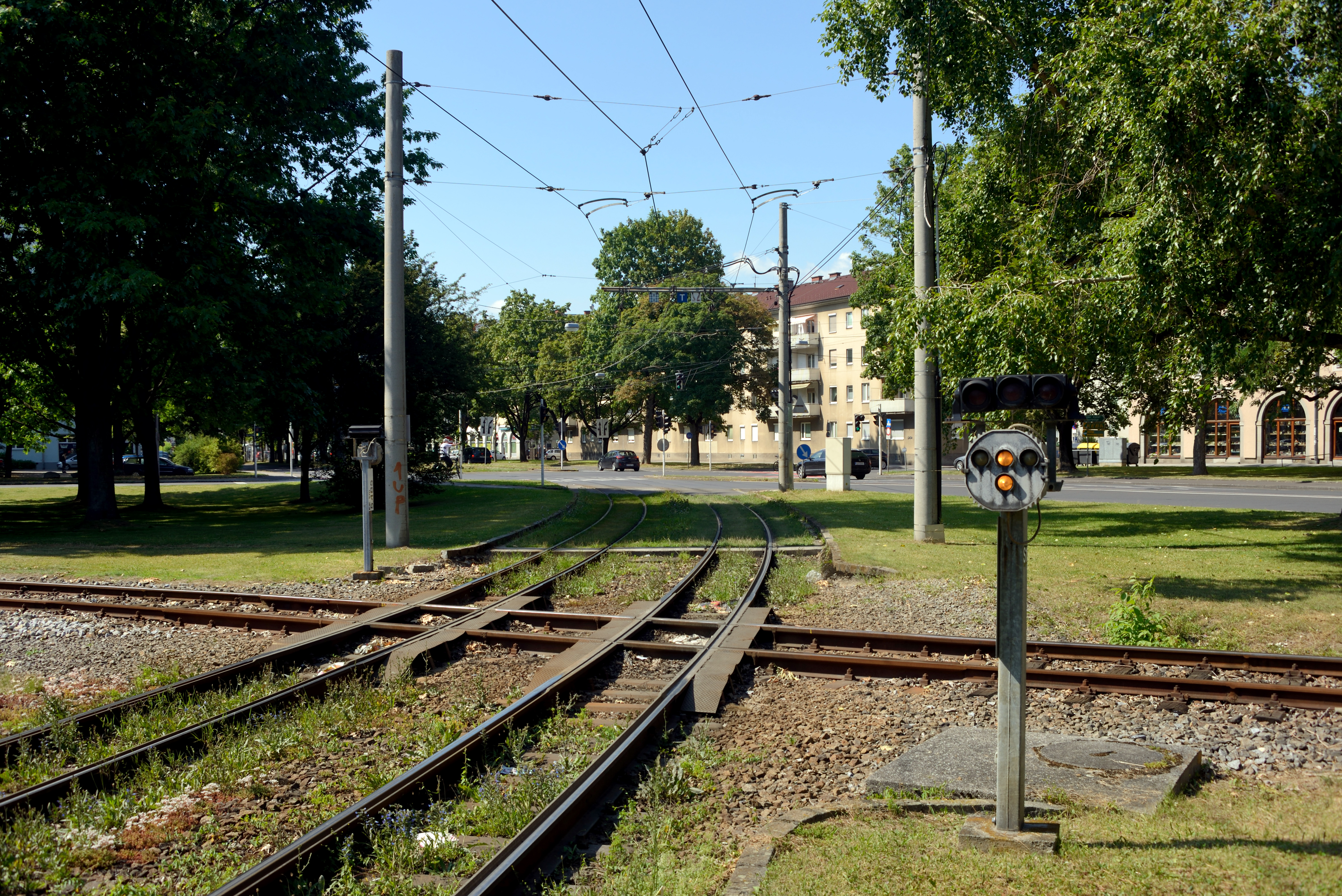
Inzwischen abgebaute Kreuzung mit der Straßenbahn
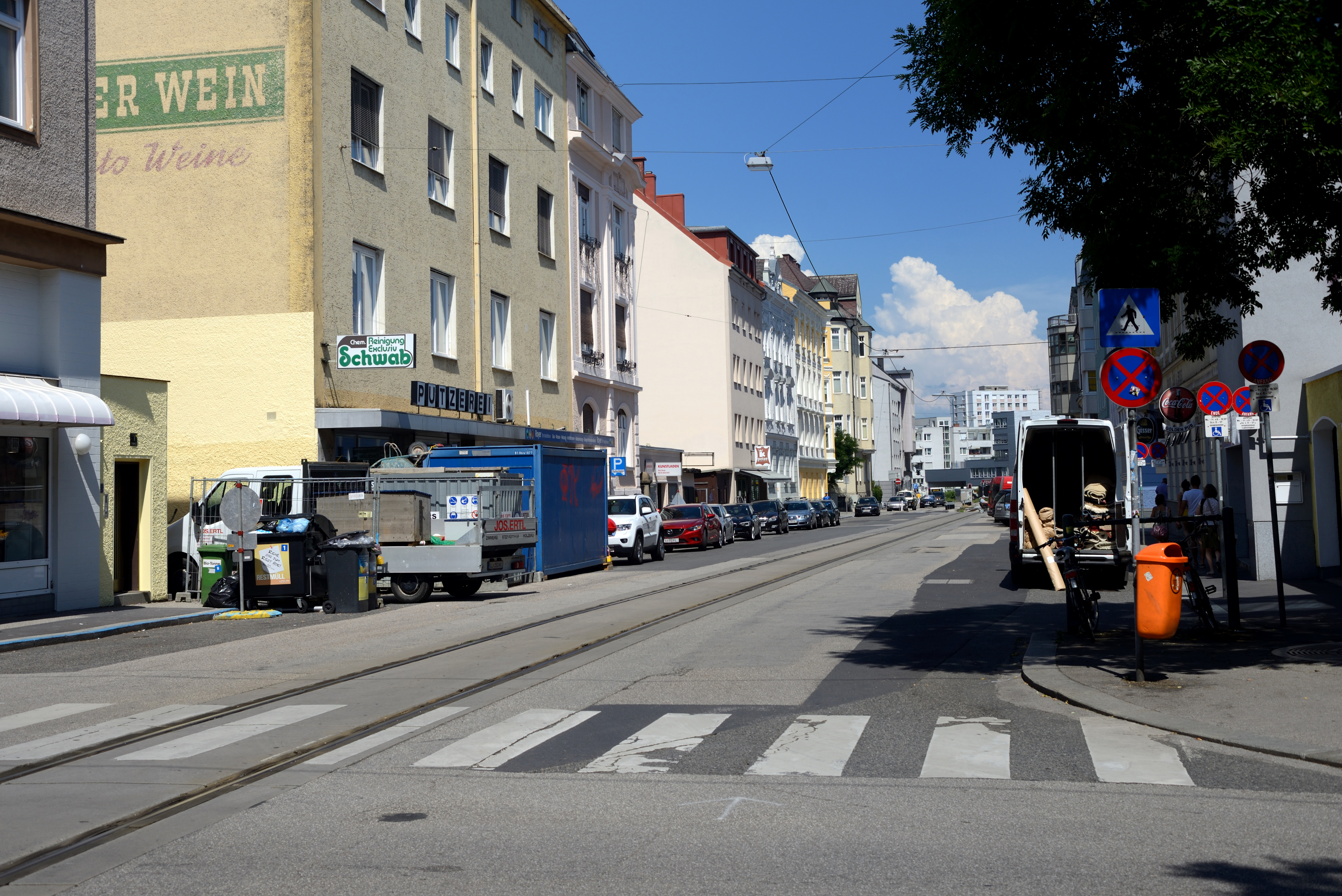
Gleis in der Reindlstraße
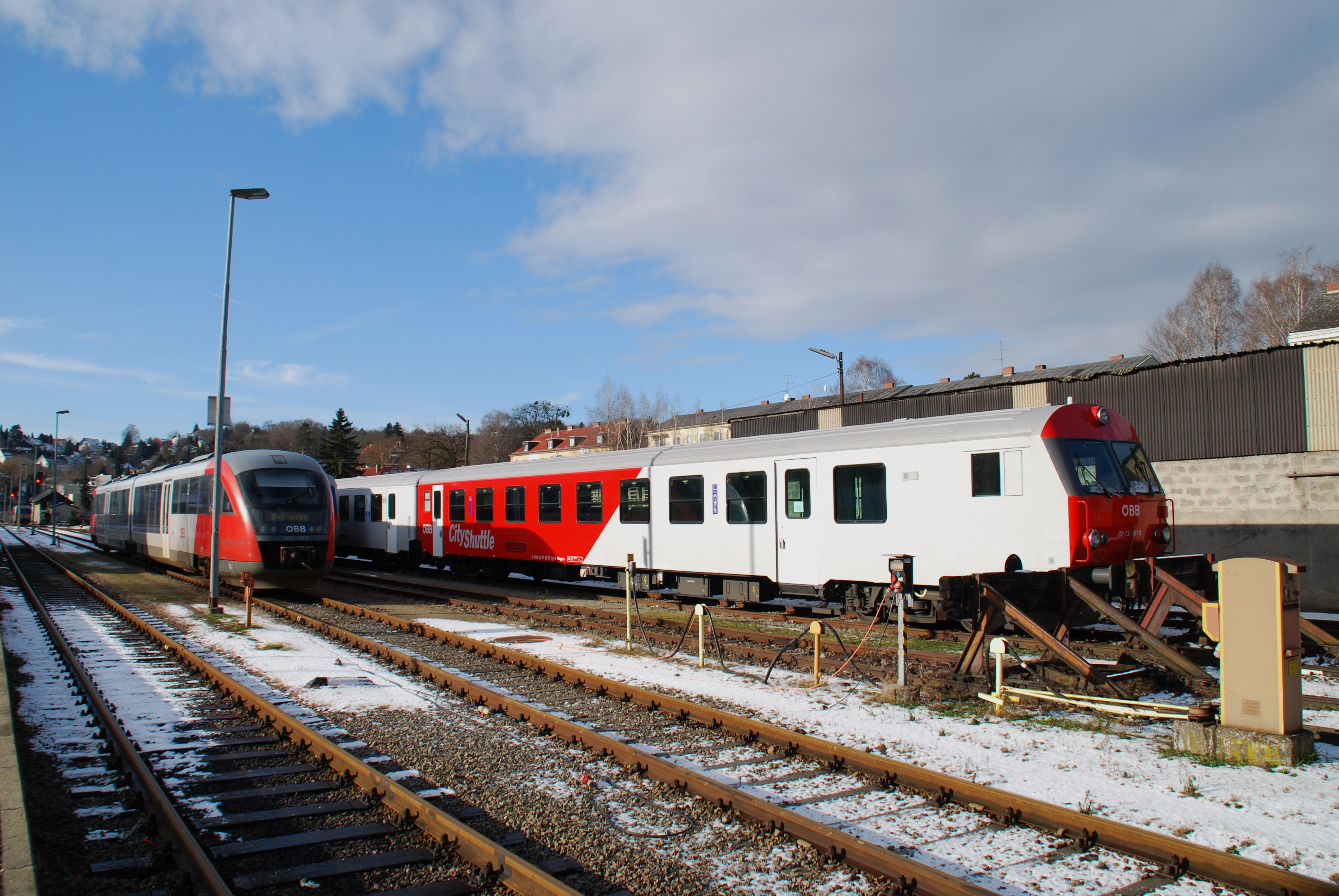
Cityshuttle-Wendezug in Linz Urfahr
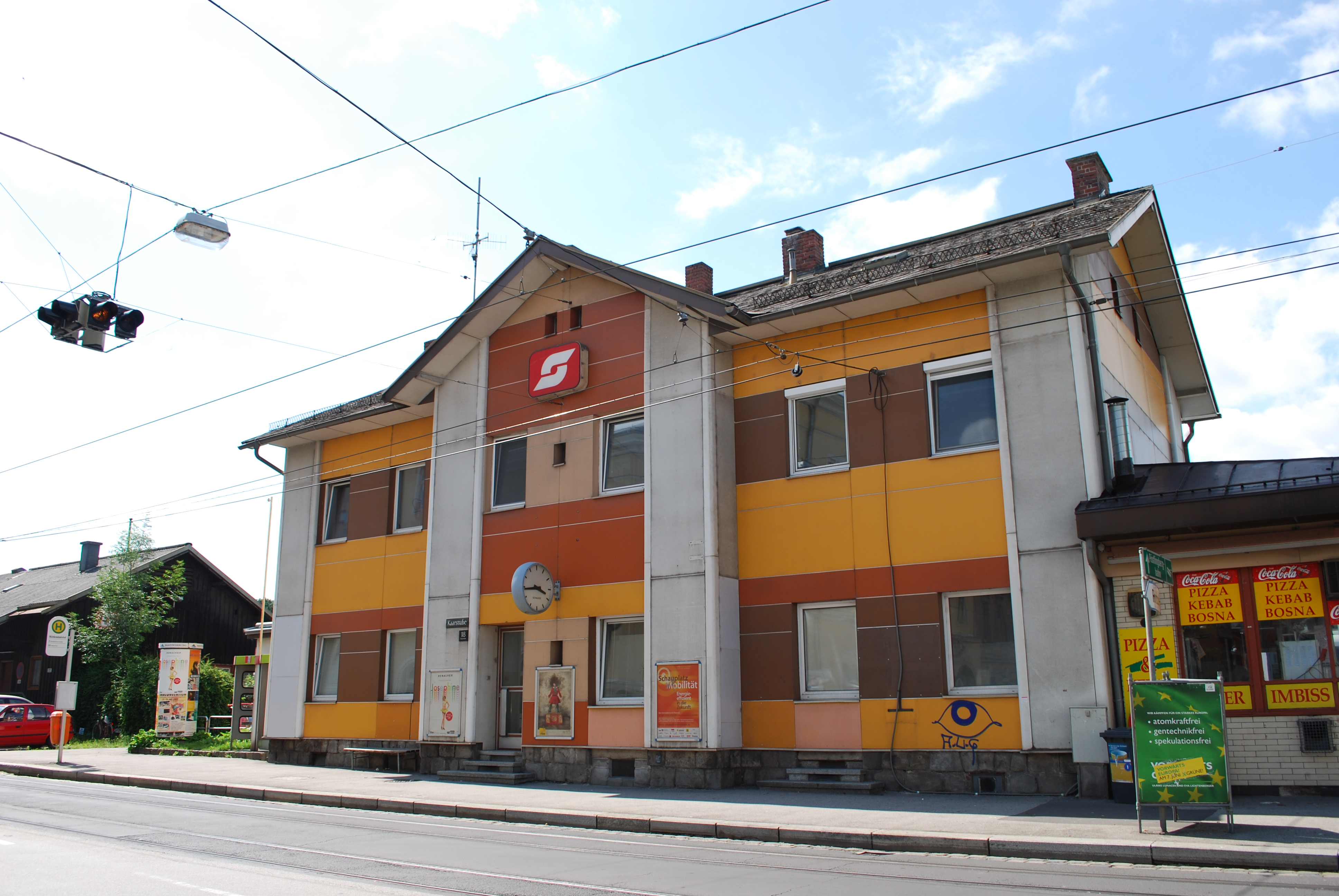
Bahnhof Linz Urfahr